# Lijst van burgemeesters van Aengwirden
Dit is een lijst van burgemeesters van de voormalige Nederlandse gemeente Aengwirden in de provincie Friesland.

De gemeente Aengwirden ontstond in 1851 uit de Grietenij Aengwirden en werd per 1 juli 1934 samengevoegd met de gemeente Schoterland en een deel van de gemeente Haskerland tot de nieuwe gemeente Heerenveen.
| Ambtsperiode                       | Naam burgemeester                                              | Foto | Leven     | Partij of stroming | Bijzonderheden |
| ---------------------------------- | -------------------------------------------------------------- | ---- | --------- | ------------------ | --- |
| 30 september 1851 - 1 januari 1891 | Jhr. mr. Frederik Hessel (F.H.) van Beijma thoe Kingma         |      | 1818-1899 |                    | Voorafgaand secretaris van Aengwirden.                                                                               |
| 1891 - 1908                        | Dirk (D.) Woltman                                              |      | 1836-1908 |                    | |
| 1908 - 1910                        | jhr. P.B.J. Vegelin van Claerbergen                            |      | 1878-1942 |                    | later burgemeester van Haskerland                                                                                    |
| 22 oktober 1910 - 29 juni 1914     | Jhr. mr. Julius Matthijs (J.M.) van Beyma                      |      | 1877-1944 |                    | Eerder burgemeester van Oldemarkt. Later burgemeester van Leeuwarderadeel en Leeuwarden.                             |
| 14 augustus 1914 - april 1917      | Koos (J.A.) Drijber                                            |      | 1862-1953 |                    | Eerder burgemeester van Ameland en Stavoren. Aansluitend burgemeester van Sliedrecht.                                |
| 19 mei 1917 - 16 juni 1919         | Johannes (J.) Kolk                                             |      | 1878-1939 | Sociaaldemocraat   | Eerste Sociaaldemocratische burgemeester in Friesland.                                                               |
| 26 juli 1919 - 1 januari 1930      | Jhr. Willem Regnerus Livius (W.R.L.) van Andringa de Kempenaer |      | 1878-1931 |                    | Eerder burgemeester van Zweeloo en burgemeester Utingeradeel. Op eigen verzoek ontslagen vanwege gezondheidsredenen. |
| 10 februari 1930 - 30 juni 1934    | Derk (D.) Huizinga                                             |      |           |                    | Waarnemend. Voorafgaand en mogelijk tevens in dezelfde periode secretaris van de gemeente Schoterland.               |